# Коронація в Океанії

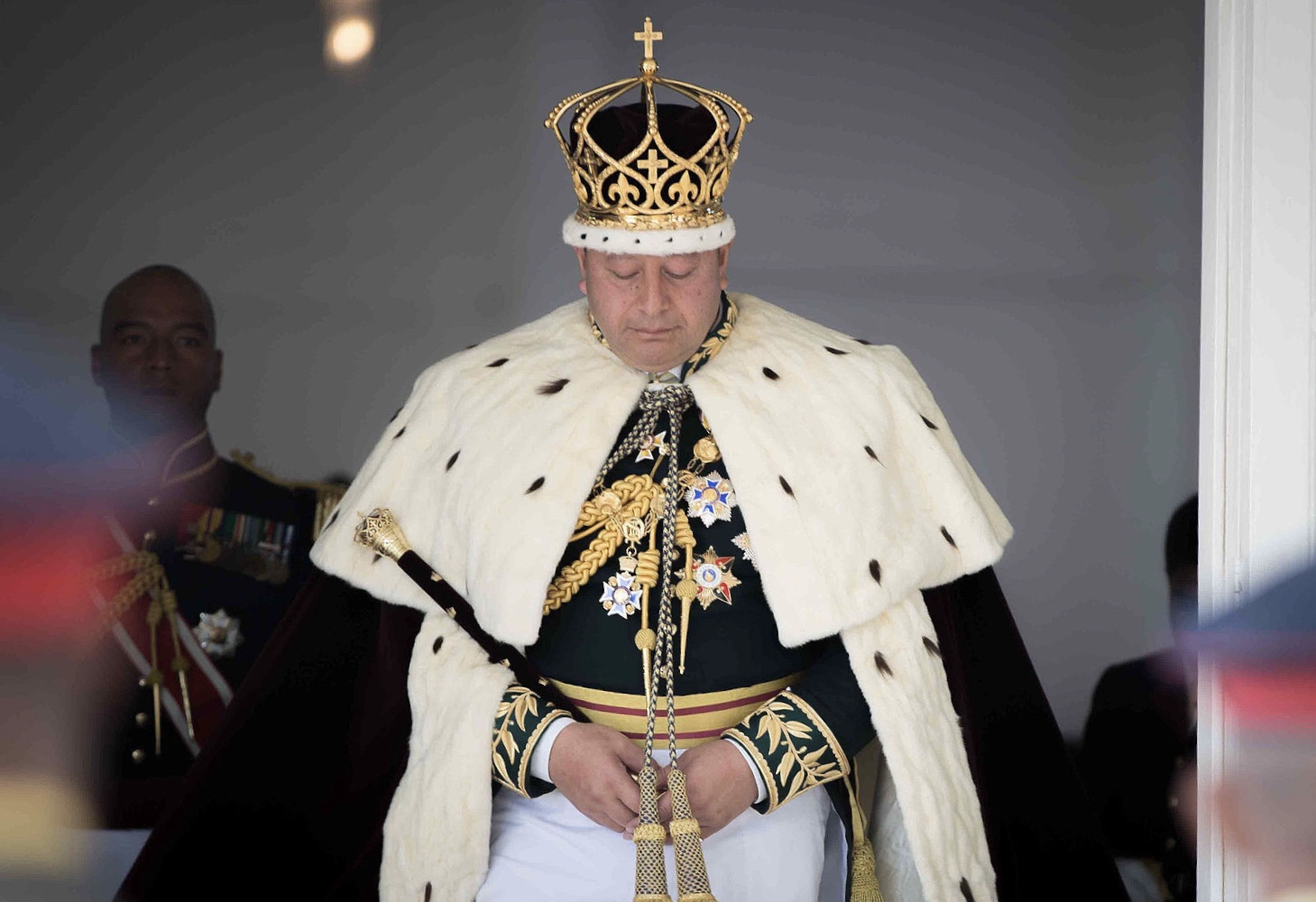
Король Тонга Тупоу VI, 2015 р.

Коронація в Океанії — урочиста церемонія зведення на трон нового короля або королеви в країнах-монархіях Океанії.
Церемонії інтронізації та легітимізації влади монархів були розповсюджені ще в доколонізаційний період. Традиційна коронація монархів в Океанії мала племінний стиль і характер. Деякі сучасні коронації зберігають свої особливості та проводяться згідно з традицією корінного населення. Після колонізації континенту європейцями низка церемоній коронацій була змінена відповідно до європейських культурних впливів, наприклад у Тонзі та Гавайському королівстві.
Коронації в Океанії проводяться або проводились у таких країнах:

## Гаваї

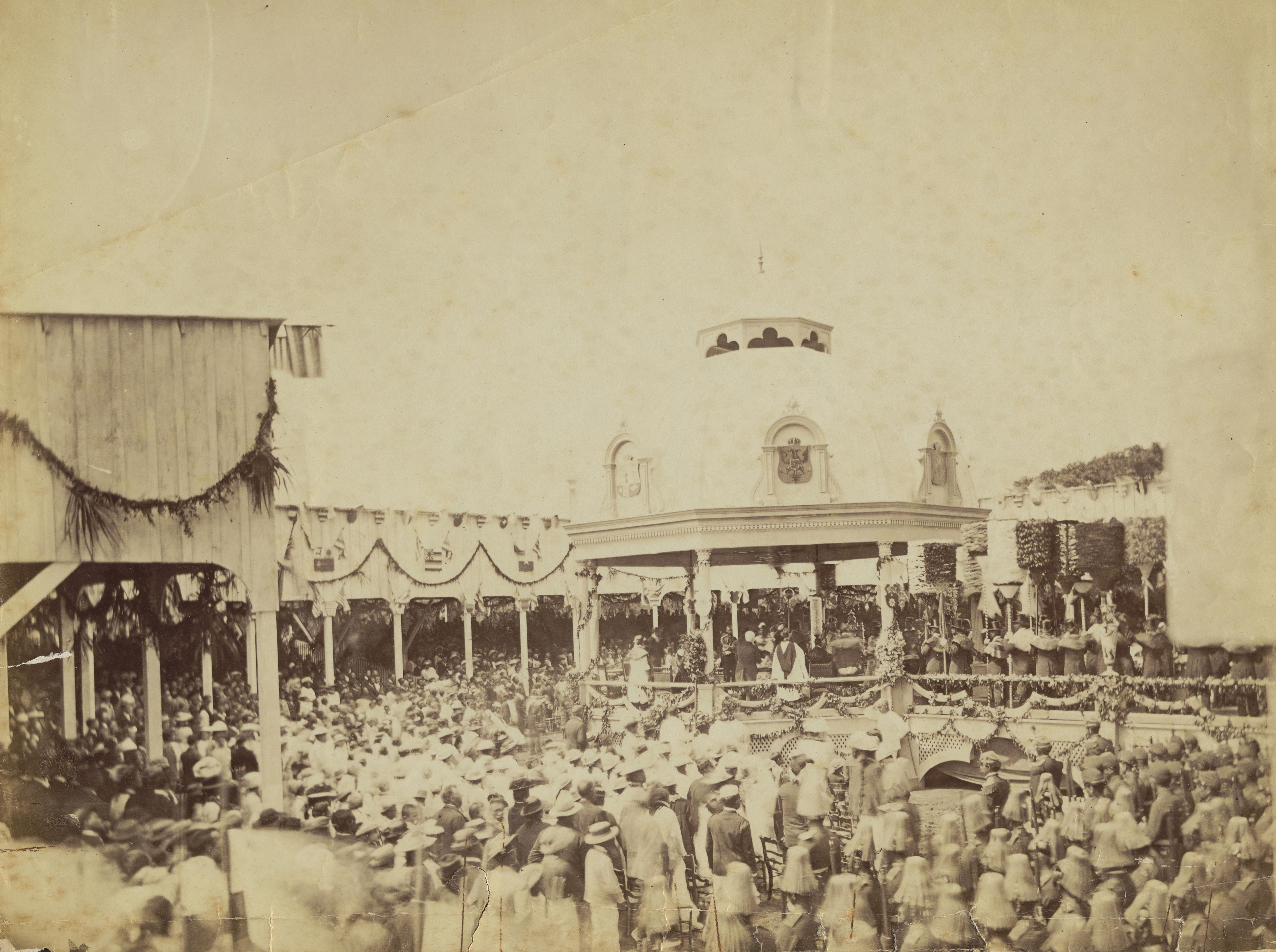
Коронація короля Калакауа та королеви Капіолані

У XVIII столітті на Гавайських островах існували чотири державно-племенних об'єднання. Після тривалих міжусобиць королю Камеамеа I вдалося в 1810 році, за допомогою європейського зброї, об'єднати острова і заснувати королівську династію, яка правила на Гаваях наступні 85 років.
Гавайське королівство провело останній ритуал коронації короля Калакауа та королеви Капіолані 12 лютого 1883 року. На початку правління Калакауа 1874 р. не проводилось жодної церемонії, оскільки він боровся проти еммаїтів - прихильників королеви Емми. Він прийняв присягу як монарх у Кінау-Хейлі, кварталі поруч із палацом Іолані. До нього три попередні монархи були урочисто короновані в церкві Каваяхао, де на їх плечі був покладений ритуальний пір'яний плащ Камехамехі.
Дві золоті корони були виготовлені в Англії спеціально для церемонії коронації Калакауа, а перед палацом Іолані був зведений великий павільйон, до якого королі прямували у супроводі свити, що несла кахілі, древні символи гавайських монархів. Отримавши діадему від превелебного Макінтоша, Калакауа коронував себе, оскільки ніхто не вважався достатньо святим, щоб вінчати алії (гавайського короля). Потім він коронував свою королеву. 
Королева Ліліуокалані, яка стала наступницею Калакауа в 1891 році, не проводила церемонії коронації. 1893 року її було зміщено з престолу американськими моряками, а Гавайську монархію було скасовано.

## Ніуе
На відміну від інших островів Полінезії, Ніуе не мало загальнонаціонального уряду або єдиного правителя до початку 18 століття. До цього вожді племен або голови родів здійснювали владу над різними верствами населення. Близько 1700 року поняття королівства було введено через контакт зі Самоа й Тонгою, і з цього часу на острові правили пату-ікі (королі), першим з яких був Пуні-Мата, який коронувався в Папатеї, поблизу Хакупу. Острів був переданий під правління Британської корони восьмим пату-ікі Тогія-Пулу-Тоакі в 1900 році.
Королівська система Ніуе не була спадковою. Монарх обирався населенням з числа впливових сімей. Після обрання вів був церемоніально помазаний та інтронізований за традиційними ритуалами, а не за церемонією в європейському стилі. Новий король повинен був викупатися або урочисто очиститися, омивши тіло ароматичними оліями. Потім старійшина помазував нового правителя, зануривши в чашку кокосової олії, а потім тричі помазавши голову короля. Після цього відбувались ритуальні танці та співи. Описи цих традицій дійшли до нашого часу завдяки усним переказам.
Кожне село посилало своїх представників для участі в церемонії інтронізації нового монарха. Існував також спеціальний камень, на якому сидів новий король, щоб бути помазаним, що називався пепе. Були й кам’яні місця зарезервовані для ради вождів. 
Туй-Тога, перший християнський король, був помазаний 2 березня 1875 р.; Фата-а-Ікі помазаний 21 листопада 1888 р.; а Тогія-Пулу-Тоакі, останній король Ніуе, був помазаний 30 червня 1898 року.

## Раротонга
У королівстві Раротонга, ще до приходу європейців, було багато арікі або королів, що правили на островах. Арікі з Раротонги були церемоніально помазані на тронах (стовпах), схожих на ніуезькі коронаційні трони, хоча їх традиції були набагато давнішими. 
В Араї Те Тонга - марае, духовному центрі острова, знаходиться коронаційний трон (стовп) під назвою Тау-Макева, що був місцем багатьох помазань вождів в давній історії острова.

## Самоа
Вождів Самоа помазували в традиційних церемоніях ще в доколонізаційні часи. Першим королем Самоа (відповідно до європейської традиції) вважається Маліетоа Ваіінуіо, що правив у 1830—1841 рр.
В другій половині XIX ст. на Самоа активізувалось протистояння між Німеччиною, Англією та США. Маліетоа Талаву Тонумайпе’а був помазаний та коронований королем Самоа на спеціальній церемонії в Мулінуу 24 травня 1879 р. 
У 1881 році суперники домовилися визнати самоанським королем верховного вождя Маліетоа Лаупепу. Лаупепа був помазаний 19 березня 1880 р. згідно з самоанським звичаєм й інтронізований в Мулінуу. Проте 1885 року король Лаупепа вступив у відкритий конфлікт з німцями, які у відповідь стали підтримувати його головного суперника Тамасесе. Скориставшись фактичним пануванням Німеччини на Самоа і відсутністю єдності серед англійців і американців, німці в 1887 році скинули Лаупепу, відправили його у вигнання, а королем проголосили Тамасесе.
9 вересня 1888 р. Маліетоа Матаафа був помазаний та коронований у Фалеулі на Уполу. Хоча європейці й визнавали Маліетоа королями Самоа протягом 19 століття, вони провокували міжусобиці на островах й поступово захоплювали владу.
В результаті Берлінського угоди 1899 р. над островами був встановлений протекторат трьох держав. Фактично Самоа були розділені на дві частини (лінія розділу пройшла по 171° з.д.): східна група, відома зараз під назвою «Американське Самоа», стала територією США (острова Тіта - в 1900, Мануа - в 1905); західні острови отримали назву «Німецьке Самоа», а Британія тимчасово відмовилася від своїх претензій в обмін на контроль над Фіджі і деякими іншими меланезійськими територіями.

## Таїті

Геральдична корона Таїті.

Таїті правили корінні королі (і одна королева) з династії Помаре з 1788 по 1880 рік; коли останній монарх Помаре V передав свою країну Франції. 
Зберігся опис ритуалу коронації Помаре II, другого короля Таїті (1791). Обряд зосереджувався на мароурі, священному паску (поясі), що символізує статус і силу монарха, зробленого з жовтого та червоного пір’я, завдовжки п’ять ярдів і шириною п’ятнадцять дюймів. Крім того, чорне пір’я облямовувало верх і низ одягу. Ця коронаційна мантія також містила каштанове волосся Річарда Скіннера, одного з заколотників з H.M.S. Баунті, який вирішив залишитися на Таїті. Також до пояса був включений червоний британський вимпел, який Самюель Волліс з H.M.S. Дельфін підняв на Таїті, коли він проголосив його належним до Британської корони в 1767 році. Таїтянці зірвали цей прапор і вплели його в свою королівську мантію як символ власного суверенітету над своїм островом. Церемонія проходила за давніми традиційними звичаями.
1824 р., коли був коронований його син Помаре III, ритуал коронації в Таїті значно змінився під впливом колонізаційних християнських місіонерів. Цього разу було запроваджено обряд європейського зразка, коли новий король вирушив урочистою процесією до Королівської каплиці в Папеете у супроводі губернаторів, суддів та інших державних службовців. Після помазання та коронування, була виголошена проповідь та Помаре отримав Біблію. Урочистості завершились проголошенням амністії та коронаційним бенкетом.
Коронаційна корона Таїті була подарунком Лондонського товариства місіонерів королю Помаре III для коронації 1824 року. Оригінал зберігається в музеї Таїті у Пунаауя. 
Подібні церемонії коронації місцевих вождів проводились місіонерами-протестантами не лише на Таїті, а й на інших островах Французької Полінезії, включаючи острівні королівства Хуахін, Раіатея, Бора-Бора, і навіть австралійський острів Руруту.

## Тонга

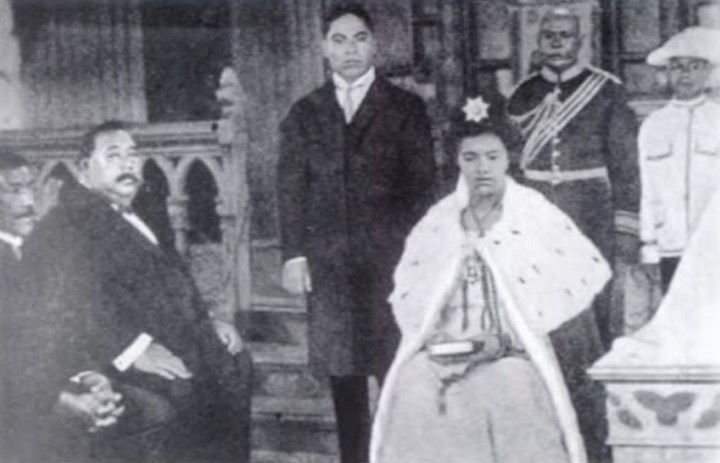
Коронація Салоте Тупоу III в європейському стилі, 11 жовтня 1918 р.

Давніх королів Тонги коронували в Канакуболу, поблизу Хіхіфо, де вони отримували титул Туї Канакуболу. Дерево, під яким вони сиділи, було зруйноване у 1890-х рр. 
Король Джордж Тупоу II зберігав шматки з впалого дерева, інкрустовані у трон Тонги. Джордж та його наступниця королева Салоте Тупу III були короновані відповідно 17 березня 1893 року та 11 жовтня 1918 року. Європейська церемонія коронації були запроваджена на островах місіонерами, де раніше дотримувалися багатовікового традиційного тонганського обряду, що передбачав, в тому числі, ритуальне пиття кави новим королем, разом спеціальний бенкет з десятків приготованих свиней та кошиків їжі.
У 1967 році в Тонга коронували короля Тауфаахау Тупоу IV;  король Георг Тупоу V був коронований у 2008 році, а Тупоу VI - у 2015 році. Всі монархи брали участь в урочистих церемоніях, з коронацією їх великою золотою короною, наданням скіпетра й спеціальним королівським троном. 
У 2008 році церемонію коронації проводив англіканський архієпископ Полінезії Джабез Бріс, який помазав короля Георга Топу V, як і в британському обряді. Проте також відбувався й ритуал споживання кави, як традиційний історичний обряд коронації.  

## Фіджі
Вождь острова Бау Серу Епеніса Какобау, за сприяння європейців, що надали йому гармати та мушкети, підкорив більшу частину Фіджі. Він був коронований як суверен Фіджі європейськими торговцями та мешканцями, які бажали стабільного уряду на Фіджі, щоб захистити свої інвестиції. 
У травні 1867 р. Какобау був коронований королем Бау; і визнаний королем Фіджі в 1871 р. Пізніше суверенна влада над Фіджі перейшла до Британської корони, поки Фіджі не відновили свою незалежність в 1970 р.    
Фіджі зараз є республікою, хоча вони визнають королеву Єлизавету II як верховного правителя.

## Уолліс і Футуна

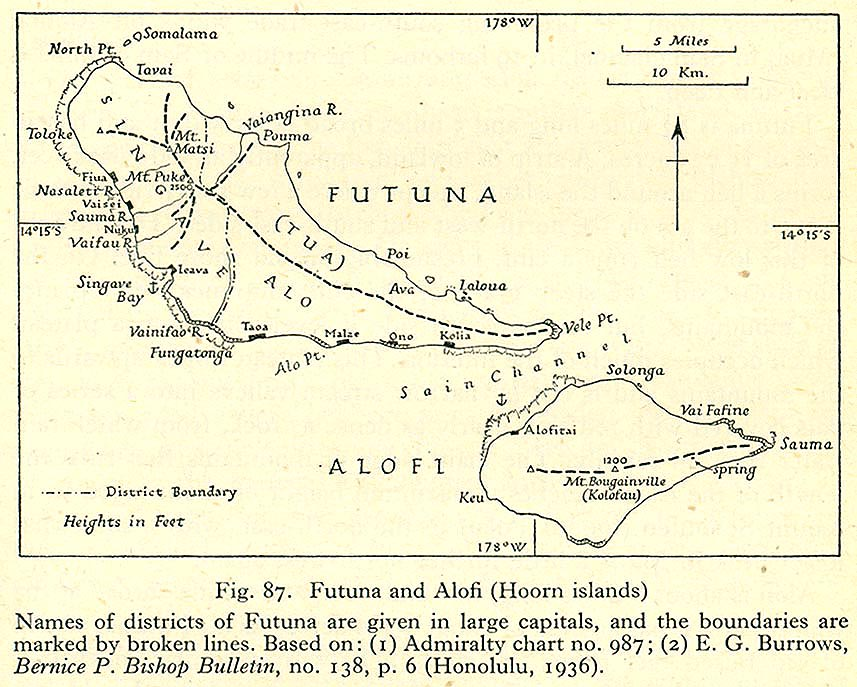
Королівства на Уолліс і Футуна

Історичні королівства Ало (Alo), Сігаве (Sigave) та Увеа (Uvea) існували до європейської колонізації на території нинішнього заморського співтовариства Франції Уолліс і Футуна на острові Футуна.
Королівства входили до імперії Тонга. Острови були заселені полінезійцями з XV століття й тоді стали частиною Тонганскої імперії. 
Згідно з усною традицією королівство Ало було створено близько 1565 року на південному сході острова Футуна тонганійцями на чолі з хау (королем) Факавелікеле. Ало стало першим королівством створеним на Футуна.
Королівство Увеа було засноване в XV столітті, монархом Туї Увеа.  
Надалі королівство Ало приєднало до себе королівство Туа на півночі і поширилось всю східну частину острова. Тоді церемонії коронації відбувались за місцевими звичаями.
1784 року в західній частині острова Футуна було засновано королівство Сігаве, першим королем якого став Туікамеа. У період з 1839 по 1841 рік королівство Ало окупувало Сігаве.
5 квітня 1887 року острів став французьким протекторатом після того, як королева Увеа Амелія Токагахахау Аліки підписала договір з Францією, але зберегла свої королівські повноваження.
29 вересня 1887 року королі Ало Аліасегі і Сігаве Джоабе Мануа Мусулану також підписали договір, створивши «протекторат островів Уолліс і Футуна».
У 1917 році Ало, Сігаве, Увеа, як і інші королівства, що знаходилися в протектораті Уолліс і Футуна були анексовані Францією і перетворені в колонію, яка перебувала під управлінням Нової Каледонії.
У 1961 році статус цих територій був підвищений до заморської території («Territoire d'outre-mer»). У 2003 році Уолліс і Футуна стали заморським співтовариством  «Collectivité d'outre-mer»), а місцеві королівські повноваження були збережені.
Коронації, які відбулась в королівствах на початку XXI ст., наслідували традиційні полінезійські ритуали та звичаї, включаючи ритуальне пиття кави, церемонійні танці, тощо. Серед гостей коронацій були представники головних кланів острова, а також французькі чиновники.